# Pireneitega spinivulva
Pireneitega spinivulva är en spindelart som först beskrevs av Simon 1880.  Pireneitega spinivulva ingår i släktet Pireneitega och familjen mörkerspindlar. Inga underarter finns listade i Catalogue of Life.